# Monte Constance
El Monte Constance es una montaña del condado de Jefferson en el estado federal de Washington, Estados Unidos. Tiene 2.364 m de altura y es la tercera montaña más alta de las montañas Olímpicas. También es el monte más alto de la parte este de las montañas Olímpicas.
Fue nombrado así por el topógrafo George Davidson en honor a Constance Fauntleroy y su primera ascensión fue hecha en 1922 por R. Schellin y A.E. Smith.
La roca del Monte Constanza está compuesta de basalto acolchado, producto de lava que hizo erupción en el fondo del océano y se enfrió muy rápidamente. Por ello también tiene mala calidad y es por ello difícil escalarlo.